# Европско првенство у веслању
Европско првенство у веслању је међународно веслачко такмичење које организује Међународна веслачка федерација ФИСА.
Прво је одржано 1893. на језеру Орта у Италији. Од тада ово такмичење је са мањим прекидима због светских ратова одржавало до 1962. Такмичење се до 1954 одржавало само у мушкој конкуренцији, а 1954 су уведена и такмичења за жене. У почетку су се мушка и женска такмичења оржавала у различитим терминима и на различитим локацијама. Број дисциплина се мењао, а већина биле су оне оне које нису биле у програму олимпијских игара.
Године 1962. уведено Светско првенство у веслању, које постало годишње такмичење од 1974. године.
Након више од тридесет година паузе, према одлуци чланица ФИСА-а од 27. маја 2006. поново су уведена европска првенства од 2007. и од тада одржавају се сваке године са олимпијским програмом.
Од 2011. организију се европска првенства за јуниоре. Први јуниорско првенство је одржано у Пољској.
| Бр. | Година | Локације                       | Локације                                            | Белешка |
| Бр. | Година | Мушкарци                       | Жене                                                | Белешка |
| --- | ------ | ------------------------------ | --------------------------------------------------- | ------- |
| 1   | 1893   | Италија, Орта                  | -                                                   | детаљи  |
| 2   | 1908   | Швајцарска, Луцерн             | -                                                   | детаљи  |
| 3   | 1911   | Италија, Комо                  | -                                                   | детаљи  |
| 4   | 1913   | Белгија, Гент                  | -                                                   | детаљи  |
| 5   | 1921   | Холандија, Амстердам           | -                                                   | детаљи  |
| 6   | 1925   | Чехословачка, Праг             | -                                                   | детаљи  |
| 7   | 1926   | Швајцарска, Луцерн             | -                                                   | детаљи  |
| 8   | 1927   | Италија, Комо                  | -                                                   | детаљи  |
| 9   | 1929   | Пољска, Бидгошч                | -                                                   | детаљи  |
| 10  | 1930   | Белгија, Лијеж                 | -                                                   | детаљи  |
| 11  | 1931   | Француска, Париз               | -                                                   | детаљи  |
| 12  | 1932   | Краљевина Југославија, Београд | -                                                   | детаљи  |
| 13  | 1933   | Мађарска, Будимпешта           | -                                                   | детаљи  |
| 14  | 1934   | Швајцарска, Луцерн             | -                                                   | детаљи  |
| 15  | 1935   | Трећи рајх, Берлин             | -                                                   | детаљи  |
| 16  | 1937   | Холандија, Амстердам           | -                                                   | детаљи  |
| 17  | 1938   | Италија, Милано                | -                                                   | детаљи  |
| 18  | 1947   | Швајцарска, Луцерн             | -                                                   | детаљи  |
| 19  | 1949   | Холандија, Амстердам           | -                                                   | детаљи  |
| 20  | 1950   | Италија, Милано                | -                                                   | детаљи  |
| 21  | 1951   | Француска, Макон               | -                                                   | детаљи  |
| 22  | 1953   | Данска, Копенхаген             | -                                                   | детаљи  |
| 23  | 1954   | Холандија, Амстердам           | -                                                   | детаљи  |
| 24  | 1955   | Белгија, Гент                  | Румунија, Букурешт                                  | детаљи  |
| 25  | 1956   | СФРЈ, Блед                     | СФРЈ, Блед                                          | детаљи  |
| 26  | 1957   | Западна Немачка, Дуизбург      | Западна Немачка, Дуизбург                           | детаљи  |
| 27  | 1958   | Пољска, Познањ                 | Пољска, Познањ                                      | детаљи  |
| 28  | 1959   | Француска, Макон               | Француска, Макон                                    | детаљи  |
| 29  | 1960   | -                              | Уједињено Краљевство, Welsh Harp, Willesden, Лондон | Details |
| 30  | 1961   | Чехословачка, Праг             | Чехословачка, Праг                                  | детаљи  |
| 31  | 1962   | -                              | Источна Немачка, Источни Берлин                     | детаљи  |
| 32  | 1963   | Данска, Копенхаген             | Совјетски Савез, Москва                             | детаљи  |
| 33  | 1964   | Холандија, Амстердам           | -                                                   | детаљи  |
| 34  | 1965   | Западна Немачка, Дуизбург      | Западна Немачка, Дуизбург                           | детаљи  |
| 35  | 1966   | -                              | Холандија, Амстердам                                | детаљи  |
| 36  | 1967   | Француска, Виши                | Француска, Виши                                     | детаљи  |
| 37  | 1968   | -                              | Западна Немачка, Берлин                             | детаљи  |
| 38  | 1969   | Аустрија, Клагенфурт           | Аустрија, Клагенфурт                                | детаљи  |
| 39  | 1970   | -                              | Мађарска, Тата                                      | детаљи  |
| 40  | 1971   | Данска, Копенхаген             | Данска, Копенхаген                                  | детаљи  |
| 41  | 1972   | -                              | Западна Немачка, Бранденбург                        | детаљи  |
| 42  | 1973   | Совјетски Савез, Москва        | Совјетски Савез, Москва                             | детаљи  |
| 43  | 2007   | Пољска, Познањ                 | Пољска, Познањ                                      | детаљи  |
| 44  | 2008   | Грчка, Маратон                 | Грчка, Маратон                                      | детаљи  |
| 45  | 2009   | Белорусија, Брест              | Белорусија, Брест                                   | детаљи  |
| 46  | 2010   | Португалија, Montemor-o-Velho  | Португалија, Montemor-o-Velho                       | детаљи  |
| 47  | 2011   | Бугарска, Пловдив              | Бугарска, Пловдив                                   | детаљи  |
| 48  | 2012   | Италија, Варезе                | Италија, Варезе                                     | детаљи  |
| 49  | 2013   | Шпанија, Севиља                | Шпанија, Севиља                                     | детаљи  |
| 50  | 2014   | Србија, Београд                | Србија, Београд                                     | детаљи  |
| 51  | 2015   | Пољска, Познањ                 | Пољска, Познањ                                      | детаљи  |
| 52  | 2016   | Немачка, Бранденбург           | Немачка, Бранденбург                                | детаљи  |
| 53  | 2017   | Чешка, Рачице                  | Чешка, Рачице                                       | детаљи  |